# Никколо ди Сер Соццо

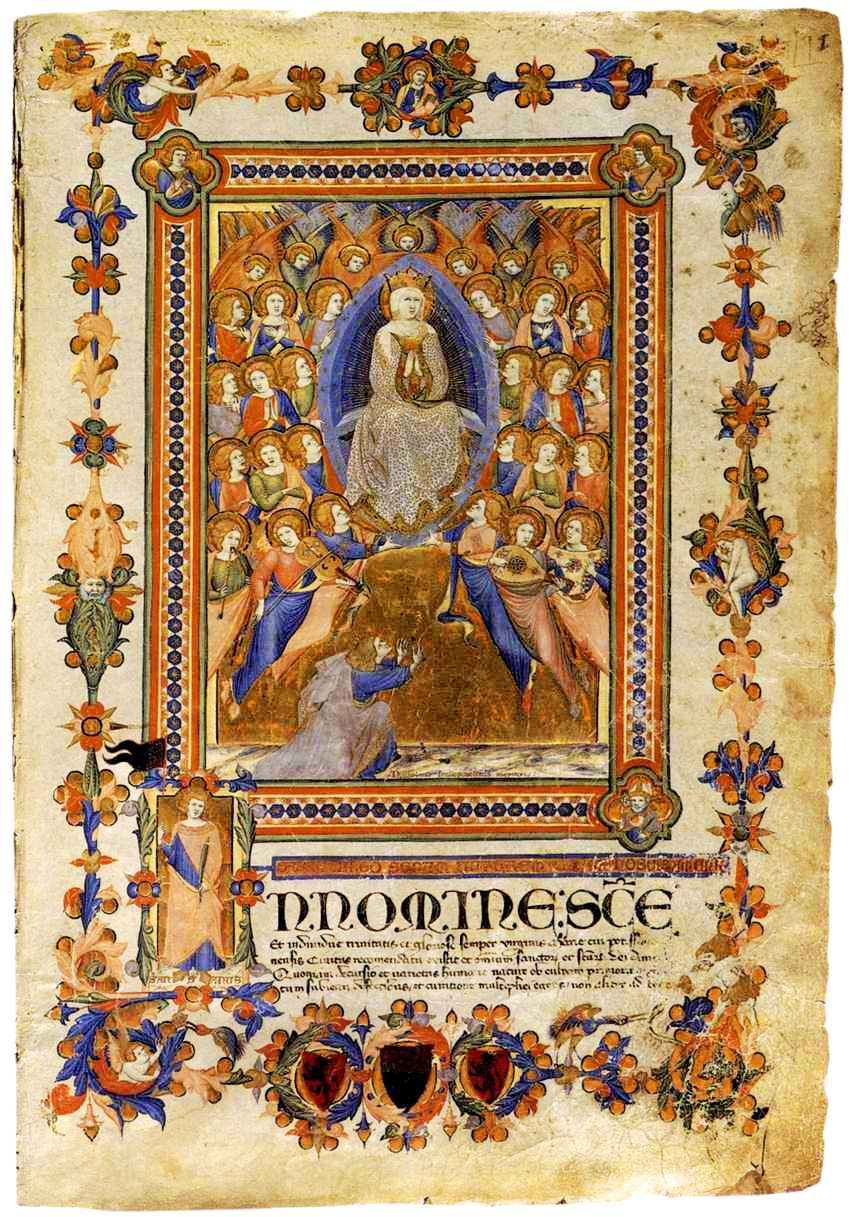
Никколо ди Сер Соццо. Вознесение Девы Марии. 1336—1338. Пергамент, гуашь. Палаццо Пикколомини, Городской архив, Сиена

Никколо ди Сер Соццо (итал. Niccolo di Ser Sozzo Tegliacci; упоминается в сиенских документах с 1348 г., ум. 1363, Сиена) — живописец итальянского проторенессанса сиенской школы.
Происхождение Никколо ди Сер Соццо до настоящего времени остаётся неясным. По одним документам он мог быть сыном сиенского нотариуса сер Соццо ди Франческо Тельяччи, по другим — сыном некоего художника-миниатюриста сер Соццо ди Стефано, работы которого неизвестны. Так или иначе, но в 1348 году его имя впервые появляется в сиенских документах в качестве должника сиенской коммуны, а в 1363 году его имя упоминается в сиенской «Книге живописцев» («Похоронен в Сан Доменико 15 июня 1363 года»).
Ныне известны два произведения, на которых имеются подписи Никколо ди Сер Соццо, — это миниатюра «Вознесение Девы Марии», украшающая реестр городских документов Сиены, и полиптих «Мадонна с Младенцем и четырьмя святыми» (1362) из Пинакотеки города Сиена, на котором кроме подписи Никколо имеется и подпись Лука ди Томме, что означает, что этот полиптих они создавали вместе. Никколо был старше Луки, и большинство исследователей считает, что в совместной работе ему принадлежала ведущая роль. Этот полиптих демонстрирует позднее творчество художника.
Кроме двух этих произведений Никколо приписывают ещё несколько миниатюр в манускриптах, в частности, миниатюры в известной книге хоралов «Corale delle Solennita» из Сан-Джиминьяно, а также несколько картин. В миниатюрах Никколо ди Сер Соццо ощущается влияние флорентийской школы живописи, однако его произведения по-сиенски консервативны. Эти работы — продолжение традиции, идущей от Симоне Мартини.

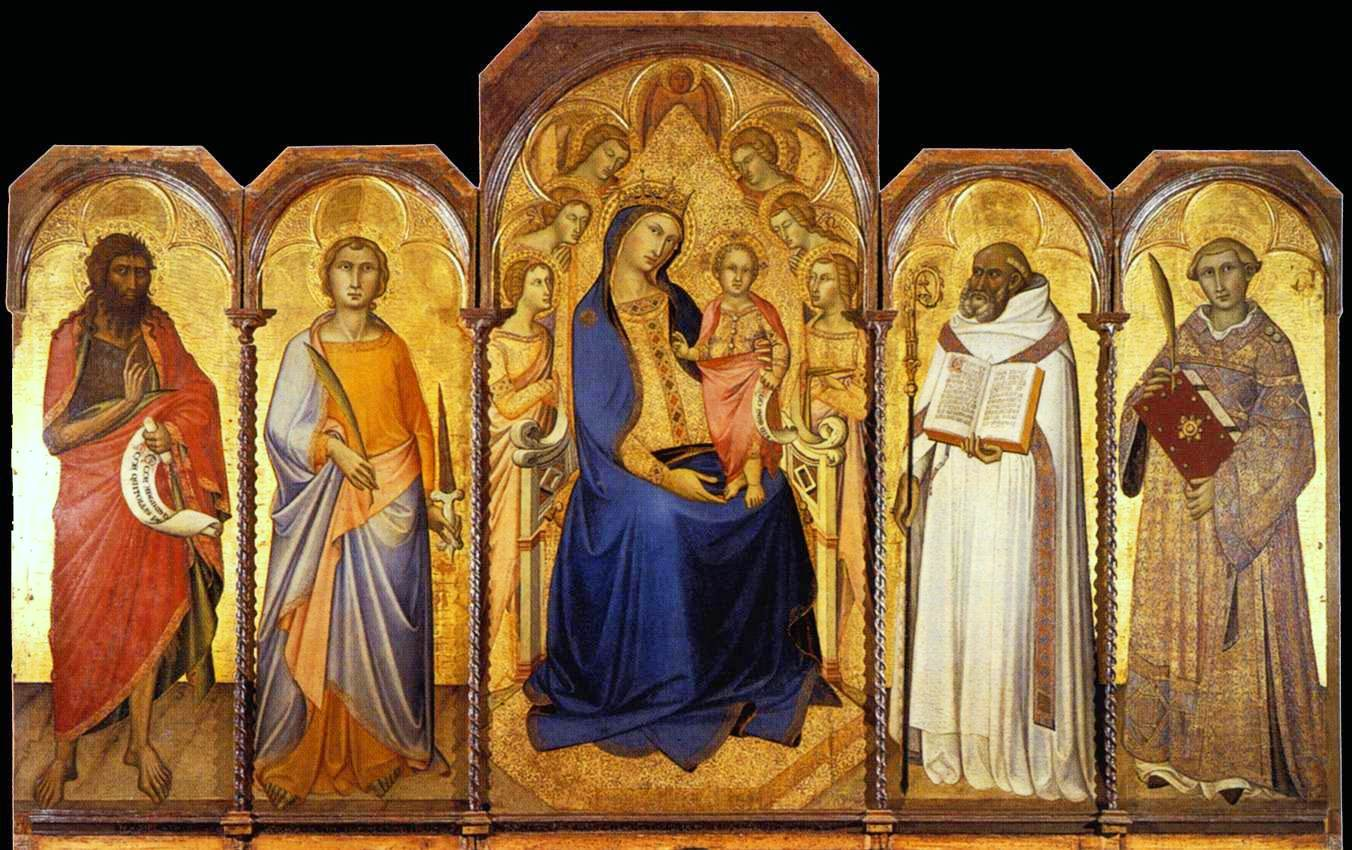
Никколо ди Сер Соццо и Лука ди Томме. Мадонна с Младенцем и четырьмя святыми. 1362. Дерево, темпера, золочение. Сиена, Пинакотека

Среди приписываемых его авторству работ можно упомянуть три варианта «Мадонны с Младенцем» (Галерея Уффици, коллекция Сэмюэла Кресса, и коллекция Пола Гетти), а также триптих «Вознесение Мадонны» (Бостон, Музей изящных искусств).

## Работы художника
- На artcyclopedia.com Архивная копия от 15 мая 2008 на Wayback Machine
- На wga.hu Архивная копия от 4 марта 2016 на Wayback Machine
- На mfa.org (недоступная ссылка)